# Sint-Veronicakerk

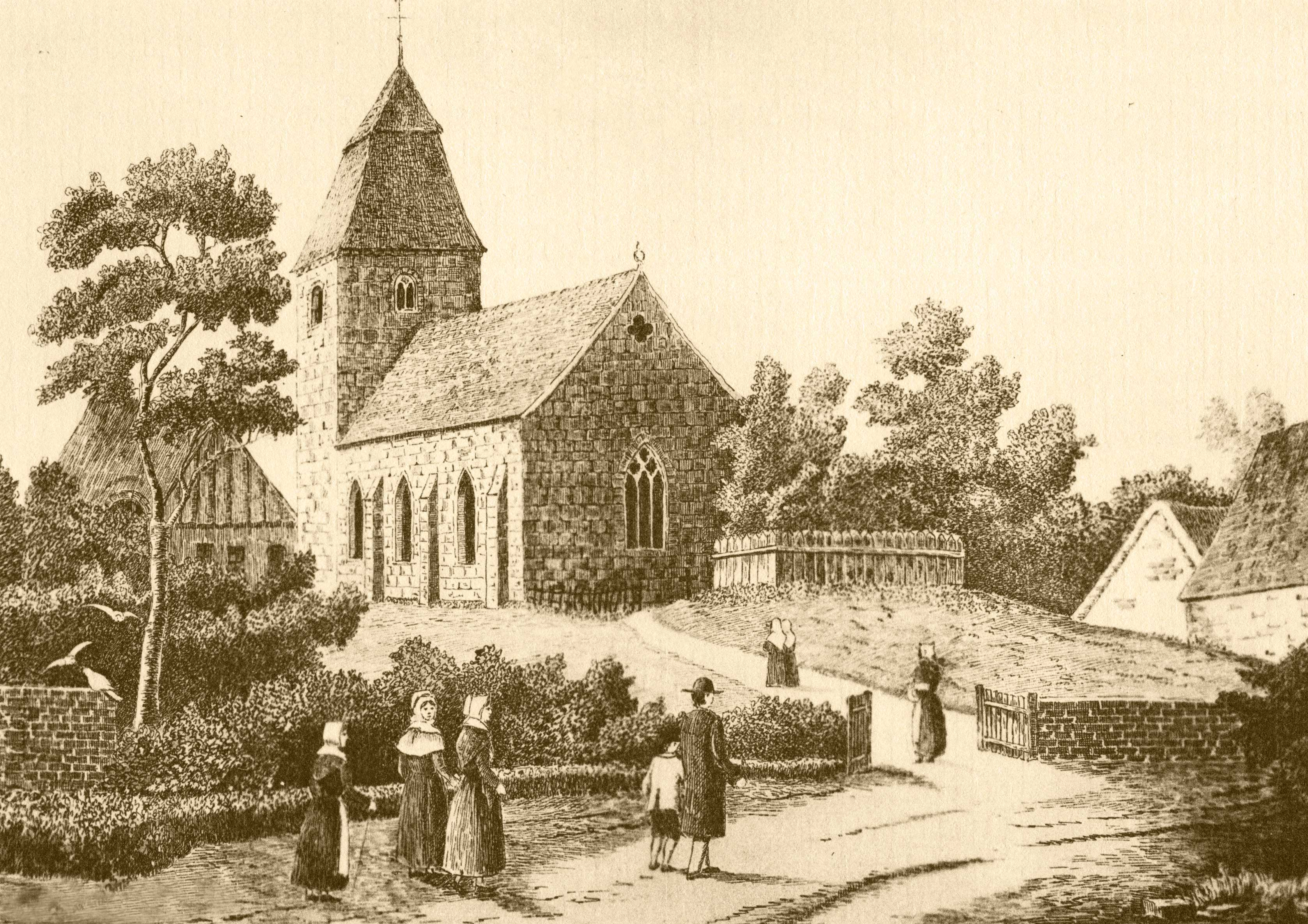
Voormalige Sint-Veronicakerk

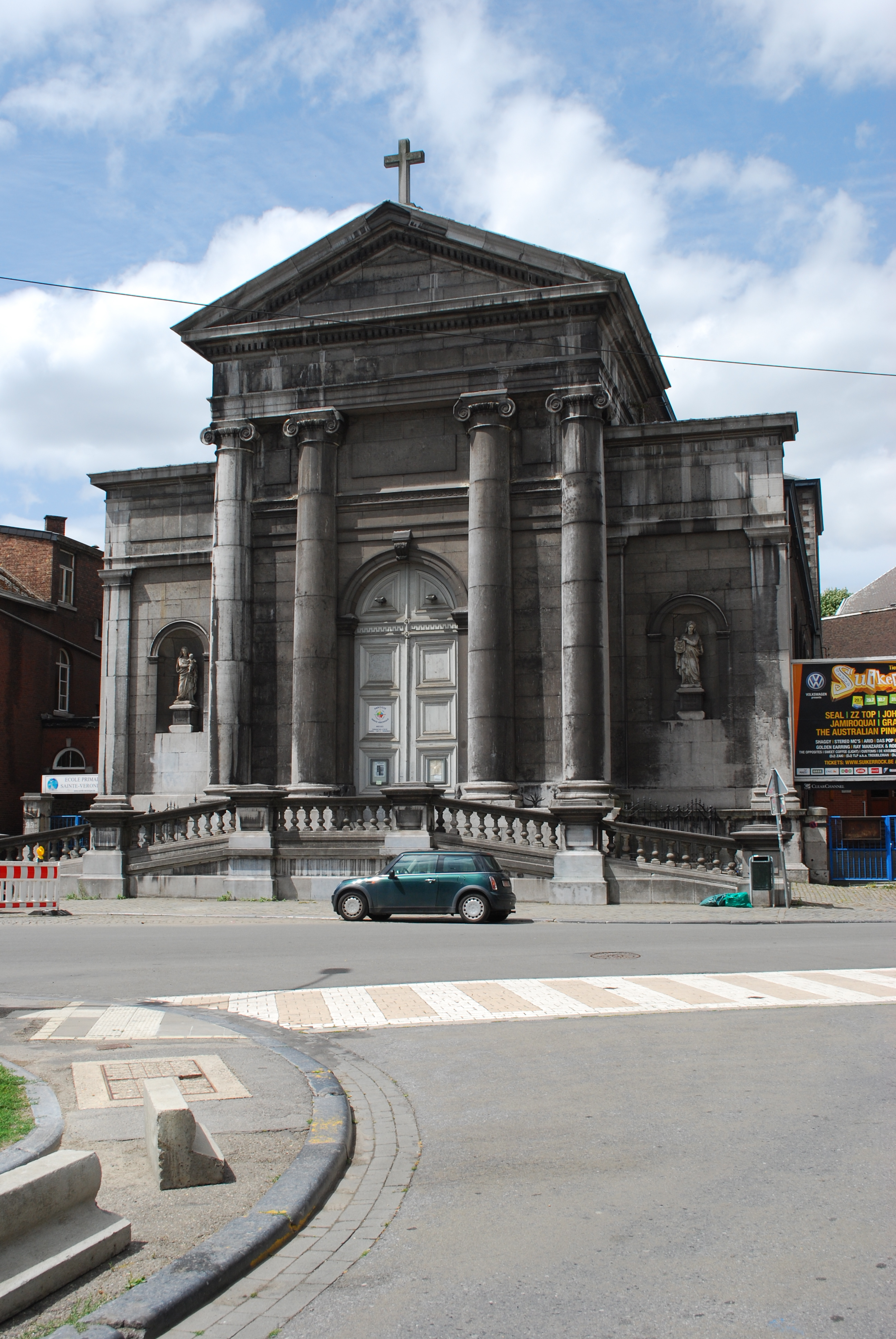
Huidige Sint-Veronicakerk

De Sint-Veronicakerk (Église Sainte-Véronique) is een kerkgebouw in de Luikse buurt Avroy, gelegen aan het Place Sainte-Véronique.

## Geschiedenis
Volgens de legende zou de eerste kerk in 785 gebouwd zijn door Radulphe des Prez op verzoek van Sint-Martinus (die in 397 is gestorven). Volgens andere legende zou de kerk in 814 gesticht zijn door Ogier de Deen, en later in brand gestoken door de Normandiërs.
In de middeleeuwen werd reeds melding gemaakt van een aan Sint-Veronica gewijde kerk, en deze was afhankelijk van de Sint-Laurentiusabdij te Luik. Het was de parochiekerk van Avroy.
In 1848 werd de toenmalige kerk gesloopt en een nieuwe kerk werd gebouwd naar ontwerp van Hyacinthe Dejardin.

## Gebouw
Deze driebeukige kerk is gebouwd in neoclassicistische stijl. De voorgevel in natuursteen toont een driehoekig fronton, gedragen door een viertal pilaren. De zijbeuken hebben een vlak dak, met aan hun voorzijde elk een nis, met daarin een heiligenbeeld. Twee transeptarmen lopen niet verder dan de zijbeuken. Boven het halfcirkelvormig afgesloten koor bevindt zich een dakruiter.

## Interieur
De kerk bezit een groot aantal schilderijen, de meeste van omstreeks 1900, en daarnaast een Aanbidding der herders, van Englebert Fisen (1723), in de doopkapel; een Sint-Anna, Maria en pastoor Gilles Masuyr, van Erasmus Quellinus II, aan het noordelijk zijaltaar; een Sint-Rochus bij de Maagd voor de pestlijders, door Bertholet Flémal, aan het zuidelijk zijaltaar. Van een onbekende kunstenaar zijn er een groot aantal schilderijen van 1684, waaronder episoden uit het leven van Jezus, en diverse heiligen.
Het wapen van Guillaume Natalis, abt van de Sint-Laurentiusabdij van 1658-1686, bevindt zich aan de buitenmuur. Ook bevat de kerk een groot aantal grafzerken, van de 16e, de 17e en de 18e eeuw.